# Esther de Lange
E.M.R. (Esther) de Lange (Spaubeek, 19 februari 1975) is een Nederlandse politica. Van 2007 tot 2024 was zij Europarlementariër namens het CDA dat in het Europees Parlement deel uitmaakt van de fractie van de Europese Volkspartij (EVP). Per 16 februari 2024 is De Lange kabinetschef van Eurocommissaris Wopke Hoekstra. Sinds de aanstelling van de nieuwe Europese Commissie werkt zij als kabinetschef van Eurocommissaris Christophe Hansen. 

## Biografie

### Jeugd en studie
De Lange werd geboren in het Zuid-Limburgse Spaubeek. Op het Utrechtse Dr F.H. de Bruijne Lyceum doorliep zij het vwo waarna zij begon aan haar Bachelor European Studies (HEBO) aan De Haagse Hogeschool. Tijdens haar bachelor studeerde De Lange een jaar politicologie aan de Universiteit van Lyon (Frankrijk) in het kader van haar Erasmus-uitwisseling. Ze rondde haar bachelor in 1998 cum laude af met een scriptie over het Verdrag van Amsterdam.
Vervolgens studeerde De Lange van 1999 tot 2001 voor haar master Internationale betrekkingen aan de Université libre de Bruxelles.

### Werk en politiek
Tijdens haar studies werkte De Lange van 1996 tot 1998 als hulpverlener bij de ANWB-alarmcentrale in Lyon. Ook was zij gedurende enkele jaren projectmanager bij de Europese federatie van dak- en thuislozenorganisaties. In 1999 werkte De Lange als lobbyist bij twee Duitse beroepsorganisaties van de vruchtensappen- en alcoholindustrie, waar ze verantwoordelijk was voor Europese aangelegenheden.
Binnen het CDA heeft De Lange verschillende vrijwilligersfuncties vervuld, zoals voorzitter van de werkgroep landbouw van het CDJA en bestuurslid van CDA België-Luxemburg.
Naast haar werk in het Europees Parlement is De Lange, sinds 2004, voorzitter van de Werkveldcommissie van de bacheloropleiding European Studies (voorheen HEBO) aan Zuyd Hogeschool, te Maastricht.

### Europees Parlement
Sinds 1999 is De Lange actief binnen het Europees Parlement. Tussen 1999 en 2007 was ze beleidsmedewerker van Europarlementariër Albert Jan Maat. Als medewerker was zij actief betrokken bij de tijdelijke commissie MKZ over een ander vaccinatiebeleid.
Sinds 23 april 2007 was ze zelf lid van het Europees Parlement voor de CDA-delegatie binnen de fractie van de EVP. In 2007 zag Bartho Pronk af van een tussentijdse terugkeer in het Europees Parlement toen Albert Jan Maat vertrok. In zijn plaats werd daarom De Lange geïnstalleerd. Van 2009 tot 2014 was De Lange vicevoorzitter van de CDA-delegatie en sinds 2014 is zij voorzitter van de delegatie. De Lange was in haar termijn 2009-2014 permanent lid van de commissie Milieubeheer, Volksgezondheid en Voedselveiligheid. Daarnaast was zij ook lid van de commissie Landbouw en Plattelandsontwikkeling en de commissie Budgetcontrole. Bovendien was zij ook vicevoorzitter van de delegatie voor de betrekkingen met Irak en zette zij zich in voor de positie van christelijke minderheden.
In deze termijn als Europarlementariër zette De Lange zich voornamelijk in voor een eerlijke landbouwhervorming. Ook kwam zij op tegen de importheffingen die Noorwegen heft op Goudse kaas en hortensia's uit Nederland. Na het schandaal over paardenvlees dat werd verkocht als rundvlees in de Europese Unie, riep De Lange op om de strijd aan te gaan met de fraudeurs die de volksgezondheid in gevaar brengen. Hierop stelde het Europees Parlement haar aan als rapporteur voedselfraude. In januari 2014 werd haar voedselfrauderapport aangenomen door het Europees Parlement. Hierin riep De Lange de lidstaten en Europese Commissie op om hogere sancties en slimmere controles in te stellen.
Sinds haar herverkiezing in 2014 als delegatieleider van het CDA tot aan 2019 was De Lange lid van de commissie voor Economie en Monetaire Zaken en de commissie voor Industrie, Onderzoek en Energie. Zij werd in juli 2014 gekozen tot vicevoorzitter van de Fractie van de Europese Volkspartij, verantwoordelijk voor de relatie met nationale parlementen. Daarnaast was De Lange sinds juni 2018 vice-voorzitter van de Europese Volkspartij.
In 2019 was De Lange wederom als delegatieleider bij de Europese Parlementsverkiezingen verkozen in het Europees Parlement. Zij behaalde 402.975 voorkeurstemmen. Sindsdien is zij lid van de commissie Milieu, Volksgezondheid en Voedselveiligheid. Ook was De Lange plaatsvervangend lid van de commissie voor Economische en Monetaire Zaken.
Per 16 februari 2024 is De Lange kabinetschef van Eurocommissaris voor de European Green Deal Wopke Hoekstra. Ze volgde Diederik Samsom op die deze functie al vervulde onder Hoekstra's voorganger Frans Timmermans.

## Persoonlijk
De Lange heeft een zoon.